# A Cinderella Story: Once Upon a Song
A Cinderella Story: Once Upon a Song, conosciuto anche come A Cinderella Story 3, è un film del 2011 diretto da Damon Santostefano.
Commedia romantica, segue i film A Cinderella Story del 2004 e Another Cinderella Story del 2008.

## Trama
L'orfana Katie Gibbs sogna di diventare una pop star, ma non ha vita facile perché la crudele matrigna Gail Van Ravensway e i suoi figli, la perfida Beverly e il piccolo Victor, la schiavizzano e la sminuiscono, e non si ribella per timore di essere messa in casa famiglia.
Gail è preside dell'Accademia d'Arte Wellesley, a cui è iscritto Luke, figlio di Guy Morgan preside della Massive Records. Beverly, che canta malissimo, spera di lavorare con Luke, e una sera in cui Luke passa presso casa di Gail, Bev costringe la sorellastra a cantare, spacciando la voce di Kate per la propria; Luke intanto rimane colpito dalla voce che canta.
Una sera la matrigna si reca con la figlia a un ballo stile Bollywood e lascia Katie a casa, a badare al fratellastrino. Sono però l'amica di lei Angela, aspirante ballerina, e l'attore Ravi, che fa da "guru" a Gail, a occuparsi di Victor per consentire a Kate di andare al ballo, divertirsi e cantare, così che lei fa riconoscere a Luke la sua voce senza però farsi vedere e torna a casa velocemente. Ma Katie non riesce a giungere a casa prima della matrigna, e questa l'obbliga a scrivere canzoni per Bev, minacciando di espellere Angela dall'accademia altrimenti. Più tardi, potendo accedere al denaro che Katie ha ereditato dal padre, minaccia la figliastra di lasciarla senza soldi a meno che lei non continui a scrivere per Bev.
Beverly, che riconosce il talento di Katie ma la disprezza, ottiene di provare a scrivere un pezzo con Luke, imponendo alla sorellastra di scrivere per lei e a Luke di aiutarla. Tempo dopo va ad esibirsi a un concerto, cantando con la voce di Katie registrata sul suo iPhone. Ma Ravi, che ha scoperto il ricatto di Gail, e Victor, che viene trattato con sufficienza dalla mamma e dalla sorella ed è contento della gentilezza di Katie, vanno con la ragazza a smascherare Bev e Gail, e Luke si accorge del talento della ragazza: lui e Katie potranno finalmente stare insieme, lei potrà incidere il suo disco con Luke, Angela continuerà a studiare in accademia, Bev finisce con l'arrendersi, Morgan invece caccia Gail dal corpo docenti dell'Accademia.

## Distribuzione
Il film è uscito direttamente in DVD, distribuito dalla Warner Première, il 6 settembre 2011. In Italia è stato distribuito il 7 giugno 2013 su Premium Play.

## Sequel
Nel 2017 è uscito il seguito A Cinderella Story: If the Shoe Fits, con Sofia Carson, Thomas Law e Jennifer Tilly.